# Aurelia Gliwski
Aurelia Gliwski (ou Aurelia Gliwska), née le 18 novembre 1984 à Perth, est un mannequin australien d'origine polonaise.

## Biographie
Elle pose pour plusieurs marques de lingerie dont Victoria's Secret et Collette Dinnigan (en).